# Hørfilmen
|  | Denne artikel er oprettet af botten Steenthbot ud fra en ekstern database. Den kan derfor have sproglige fejl eller mangler. Denne skabelon kan fjernes efter kontrol af indholdet. |

Hørfilmen er en dansk dokumentarfilm fra 1949.

## Handling
Hørbehandling i Danmark i fortid og nutid. På Vestfyns hjemstavnsgård i Gummerup viser den ældre generation, hvordan hørren blev behandlet i gamle dage. Herefter følger vi hele produktionsprocessen i vore dage - fra frø til lærred - på Hørfabrikken i Tommerup. Store maskiner møller hørren igennem et utal af processer. Det ender på væve i forskellige størrelser og bliver til lagenlærred, pudelærred, ostelærred, beklædningslærred, håndklæder, viskestykker, stribede dynebetræk, drejlsduge, dammaskduge, servietter o.a. Hver eneste meter stof bliver efterset i 'pudsestuen'.